# Medicine at Midnight
Medicine at Midnight — десятий студійний альбом американського гурту Foo Fighters, представлений 5 лютого 2021 року лейблами Roswell та RCA після того, як його реліз перенесли з 2020 року через пандемію COVID-19. Співпродюсерами виступили Грег Курстін та учасники гурту. Альбом демонструє незначну зміну стилю гурту, поєднуючи їхнє звичне рок-звучання з елементами танцювального року та попу. Це останній студійний альбом Foo Fighters, у записі якого брав участь барабанщик Тейлор Гокінс, який помер наступного року.
До альбому було випущено п'ять синглів: «Shame Shame» у листопаді 2020 року, «No Son of Mine» на Новий рік 2021 року, «Waiting on a War» у січні 2021 року, «Making a Fire» у червні 2021 року та «Love Dies Young» у листопаді 2021 року. Альбом отримав загалом позитивні відгуки від критиків.

## Список пісень
Автор музики і слів Foo Fighters. 
| #     | Назва                  | Тривалість |
| ----- | ---------------------- | ---------- |
| 1.    | «Making a Fire»        | 4:15       |
| 2.    | «Shame Shame»          | 4:17       |
| 3.    | «Cloudspotter»         | 3:53       |
| 4.    | «Waiting on a War»     | 4:13       |
| 5.    | «Medicine at Midnight» | 3:30       |
| 6.    | «No Son of Mine»       | 3:28       |
| 7.    | «Holding Poison»       | 4:24       |
| 8.    | «Chasing Birds»        | 4:12       |
| 9.    | «Love Dies Young»      | 4:20       |
| 36:35 |                        |            |

## Учасники запису
Foo Fighters
- Дейв Ґрол — вокал, гітара, продюсування
- Пет Смір — гітара, продюсування
- Кріс Шифлетт — гітара, продюсування
- Нейт Мендел — бас-гітара, продюсування
- Тейлор Гокінс — барабани, продюсування
- Рамі Джаффі — клавішні, фортепіано, продюсування

Додаткові музиканти
- Саманта Сідлі — бек-вокал
- Вайолет Ґрол — бек-вокал
- Барбара Грушка — бек-вокал
- Лора Мейс — бек-вокал
- Інара Джордж — бек-вокал
- Омар Хакім — перкусія (всі треки)
- Якоб Браун — віолончель (2, 4)
- Грег Курстін — струнні (2, 4)
- Альма Фернандес — альт (2, 4)
- Чарлі Бішарат — скрипка (2, 4)
- Сонга Лі — скрипка (2, 4)

Технічний персонал
- Грег Курстін — продюсер
- Даррелл Торп — звукорежисер
- Алекс Паско — асистент звукорежисера
- Спайк Стент — міксинг-інженер
- Метт Волах — асистент міксинг-інженера
- Ренді Меррілл — мастеринг-інженер
- Кел Лорен — графічний дизайн (обкладинка альбому)

## Чарти
| Чарт (2021)                                          | Найвища позиція |
| ---------------------------------------------------- | --------------- |
| Австралія Australian Albums (ARIA)                   | 1               |
| Австрія Austrian Albums (Ö3 Austria)                 | 1               |
| Бельгія Belgian Albums (Ultratop Flanders)           | 1               |
| Бельгія Belgian Albums (Ultratop Wallonia)           | 3               |
| Канада Canadian Albums (Billboard)                   | 3               |
| Croatian International Albums (HDU)                  | 1               |
| Чехія Czech Albums (ČNS IFPI)                        | 7               |
| Данія Danish Albums (Hitlisten)                      | 6               |
| Нідерланди Dutch Albums (MegaCharts)                 | 1               |
| Фінляндія Finnish Albums (Suomen virallinen lista)   | 2               |
| Франція French Albums (SNEP)                         | 16              |
| Німеччина German Albums (Offizielle Top 100)         | 1               |
| Greek Albums (IFPI Greece)                           | 4               |
| Угорщина Hungarian Albums (MAHASZ)                   | 13              |
| Ірландія Irish Albums (OCC)                          | 1               |
| Італія Italian Albums (FIMI)                         | 2               |
| Японія Japanese Albums (Oricon)                      | 11              |
| Lithuanian Albums (AGATA)                            | 46              |
| Нова Зеландія New Zealand Albums (Recorded Music NZ) | 1               |
| Норвегія Norwegian Albums (VG-lista)                 | 4               |
| Польща Polish Albums (ZPAV)                          | 6               |
| Португалія Portuguese Albums (AFP)                   | 1               |
| Шотландія Scottish Albums (OCC)                      | 1               |
| Іспанія Spanish Albums (PROMUSICAE)                  | 3               |
| Швеція Swedish Albums (Sverigetopplistan)            | 2               |
| Швейцарія Swiss Albums (Schweizer Hitparade)         | 1               |
| Велика Британія UK Albums (OCC)                      | 1               |
| Велика Британія UK Rock & Metal Albums (OCC)         | 1               |
| США Billboard 200                                    | 3               |
| США Top Rock Albums (Billboard)                      | 1               |

| Чарт (2021)                            | Позиція |
| -------------------------------------- | ------- |
| Australian Albums (ARIA)               | 68      |
| Austrian Albums (Ö3 Austria)           | 51      |
| Belgian Albums (Ultratop Flanders)     | 55      |
| Belgian Albums (Ultratop Wallonia)     | 124     |
| German Albums (Offizielle Top 100)     | 64      |
| Portuguese Albums (AFP)                | 39      |
| Swiss Albums (Schweizer Hitparade)     | 36      |
| UK Albums (OCC)                        | 56      |
| US Top Album Sales (Billboard)         | 46      |
| US Top Current Album Sales (Billboard) | 24      |
| US Top Rock Albums (Billboard)         | 56      |

## Сертифікації
| Регіон                                                      | Сертифікація | Продажі |
| ----------------------------------------------------------- | ------------ | ------- |
| Велика Британія (BPI)                                       | Золотий      | 100 000 |
| продажі+прослуховування, що базуються лише на сертифікаціях |              |         |